# ETA (motorfiets)
ETA is een Brits historisch merk van motorfietsen.
De bedrijfsnaam was: G.E. Halliday, Halifax (West Yorkshire).
Als deel van een ontwerpwedstrijd ontwierp G.E. Halliday een "ideale motorfiets". Nadat hij de wedstrijd gewonnen had besloot hij zijn ontwerp in werkelijkheid om te zetten. In 1921 bouwde hij zijn prototype met een 870cc-driecilinder zijklepmotor. Het was een radiaalmotor met twee cilinders die als bij een boxermotor tegenover elkaar stonden, terwijl de derde verticaal boven op het blok stond. Hij maakte ook een 1.007cc-versie van de motor. Het was een blokmotor met asaandrijving naar het achterwiel. De brandstoftank was van geperst plaatstaal gemaakt en diende tevens als ruggengraat voor het frame. Zowel voor- als achter werd de vering verzorgd door bladveren.
Het kwam echter nooit tot serieproductie van de ETA-motorfiets.